# Silene subconica
Silene subconica är en nejlikväxtart. Silene subconica ingår i släktet glimmar, och familjen nejlikväxter.

## Underarter
Arten delas in i följande underarter:
- S. s. grisebachii
- S. s. subconica